# Kozmonauták vára
A Kozmonauták vára (Cosmonaut Keep) a Galaktika Fantasztikus Könyvek sorozatában 2008-ban megjelent regény, a Fénynél sebesebben-trilógia első kötete. Íróját, Ken MacLeod-ot ezért a regényért az Arthur C. Clarke- és Hugo-díjra is jelölték.

## Történet
|  | Alább a cselekmény részletei következnek! |

A regényben két szálon, egymást váltogatva futnak az események.
Egyik eseménysor a távoli jövőben a Mingulay bolygó hazájuktól elszakadt telepesei között játszódik, akik közül egy páran egy hatalmas terven dolgoznak: a csillagközi utazás módját keresik egy olyan világban, ahol ez bizonyos, fejlettebb fajok privilégiumának számít. A címbéli kozmonauták a Mingulay bolygó első emberi telepesei, akikről azt rebesgetik, hogy egy életüket meghosszabbító, ámbár kétséges eredményű orvosi kezeléssorozaton estek át.
A másik cselekményszál a 21. század közepének Földjén fut, ahol a szocialista Európai Unió-ban egy számítógépzseni hacker sorsdöntő titok nyomára bukkan. A férfi a vadkapitalista Egyesült Államokba menekül, hogy mentse az életét. Többen a segítségére sietnek, kiderül, hogy az emberiség legremekebb koponyáit is ugyanaz a probléma foglalkoztatja, ami a mingulayiakat. Végül onnan érkezik a segítség, ahonnan legkevésbé várják: idegen lények keresnek kapcsolatot az emberiséggel, fölkínálva az antigravitáció és egy minden addiginál többre képes hajtómű titkát.
Vajon mi lehet a kapocs e két, rendkívül különböző kor között, mi kötheti össze a közeljövőben feléledő orosz dominanciájú Földjét a távoli bolygó tarka, egzotikus lényekkel teli csodavilágával?
|  | Itt a vége a cselekmény részletezésének! |

## Magyarul
- Kozmonauták vára; ford. Tomori Gábor; Metropolis Media, Bp., 2008 (Galaktika fantasztikus könyvek)